# 咖啡烘焙

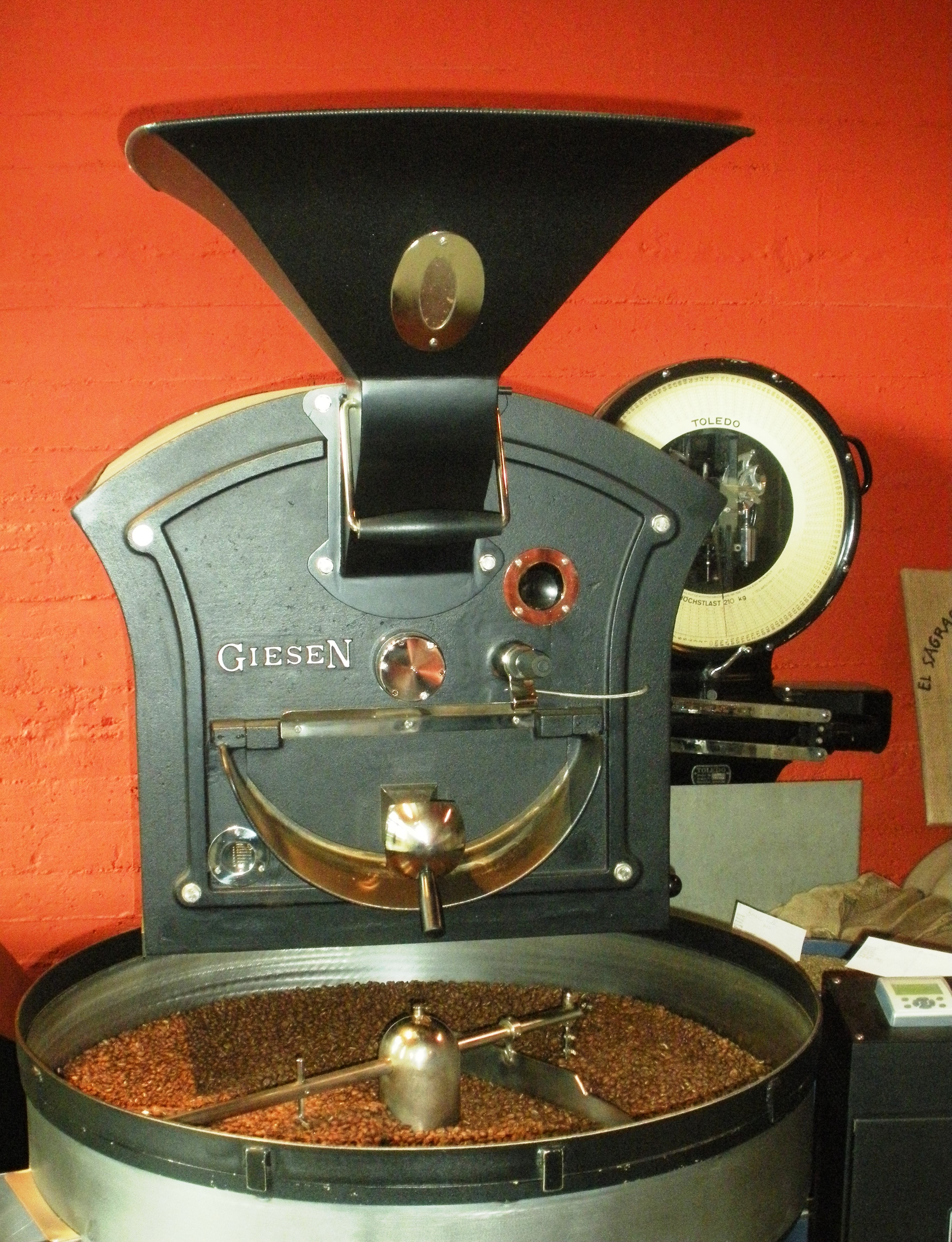
Coffee roasting machine

烘焙咖啡，又稱烘豆，為咖啡生豆通过烘炒轉變為已烘焙的咖啡製品之過程。烘炒的過程使得生豆膨脹並改變其顏色、口感、氣味與密度，因而產生了咖啡的特殊風味。未烘焙的咖啡豆與已烘焙的含有相似的酸度、蛋白質與咖啡因，但缺少其美好滋味。過程需要足夠的熱度以加速美拉德反應與其它能添增其風味的化學反應。除传统烘炒外，咖啡生豆儿还可以通过其它烘焙方式处理，如通过糖炒获得café torrefacto以及通过油炒获得马来海南黑咖啡（Kopi O）及怡保白咖啡。
由於咖啡生豆較已烘焙咖啡豆穩定許多，烘焙過程多傾向於消費市場附近進行。如此一來減少了已烘焙咖啡豆運送的時間，使咖啡豆的貨架壽命最大化。絕大多數的咖啡豆是以商業化的大規模烘焙，但有些咖啡飲者為了精準掌控新鮮度與口感，會自行烘焙咖啡豆。

## 传统烘炒
這些圖像描述了從同一批次的樣本豆不同溫度下其主觀烤的名稱和說明。
| 未經烘焙 | |  | |
|          | 22 °C（72 °F） 新豆 綠色的咖啡， 在气温可控的环境中，它们可以存放大约 12-18 个月，之后质量才会有所下降。                                                                 |  | 165 °C（329 °F） 乾燥階段 在烘干阶段，咖啡豆吸收热量并且其内部的水分蒸发并开裂。                                                                                       |
| 輕度烘焙 | |  | |
|          | 196 °C（385 °F） 极浅度烘焙，又称「肉桂烘焙」 在第一次裂开之后就算是轻度烘焙了。这时候甜度还没有太明显，但是已经有明显的烘烤味、青草味和酸味。                           |  | 205 °C（401 °F） 極淺度烘焙，又稱「淺烘焙」 表面呈淡肉桂色，具有濃厚的青草味，口感與香氣不足，和銳利的酸度突出。                                                       |
| 中度烘焙 | |  | |
|          | 210 °C（410 °F） 中度烘焙，又称「美式烘焙」 浅棕色是在第一次开裂的时候形成的。酸度略微减弱但仍有所保留。                                                                 |  | 219 °C（426 °F）中深度烘焙，又稱「城市烘焙」 表面呈淺褐色，口感明亮活潑、酸苦平衡間酸質又偏淡，且釋放咖啡中優質的風味，為標準的烘焙程度。                              |
| 重度烘焙 | |  | |
|          | 225 °C（437 °F） 微深度烘焙，即深烘焙，又稱「深城市烘焙」 表面呈褐色，為中南美式烘焙法，多做冰咖啡、黑咖啡使用，二爆的開始。                                             |  | 230 °C（446 °F） 深度烘焙，又称「维也纳烘焙」 表面颜色为深褐色并轻微伴有油脂，苦味较重，有焦糖味，酸度较弱。正处于二爆的过程中。在这阶段，原本的味道几乎全被覆盖掉了。 |
|          | 240 °C（464 °F） 極深烘焙，即深度烘焙，又稱「法式烘焙」 表面呈深褐色帶黑，口感強勁濃烈、苦味較濃、有光澤油、燒的意味、酸度減弱、帶有濃郁的巧克力與煙燻香氣，二爆的結束。 |  | 245 °C（473 °F） 極深度烘焙，即極深烘焙，又稱「義式烘焙」 表面呈近黑而有光澤，口感強烈複雜、苦味強勁、帶有濃厚的煎焙與焦香，酸度幾乎消除了，多為義式咖啡Espresso使用。 |

## 畫廊

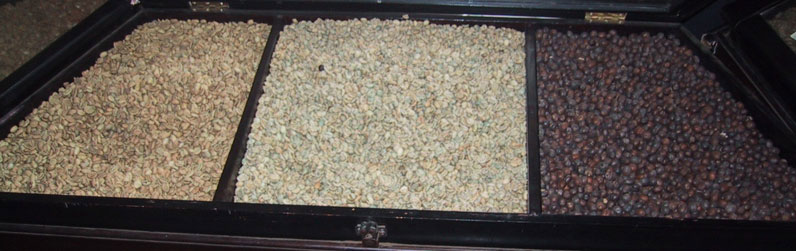
數個階段的未烘焙咖啡豆：（左至右）風乾一年、風乾、鮮採。
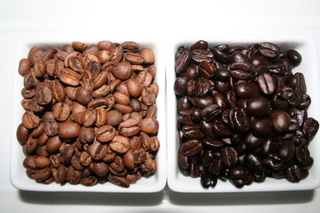
淺色烘焙的樣本，對比深色烘焙咖啡豆。理想的烘焙溫度通常是非常主觀且變化多端的。
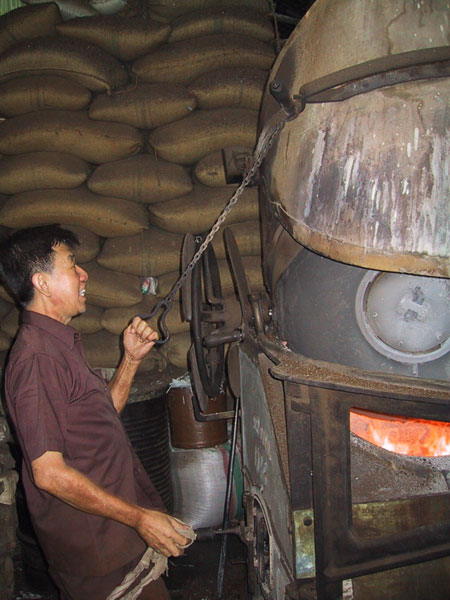
一個老舊的大容量咖啡烘焙機，鑄鐵製成。
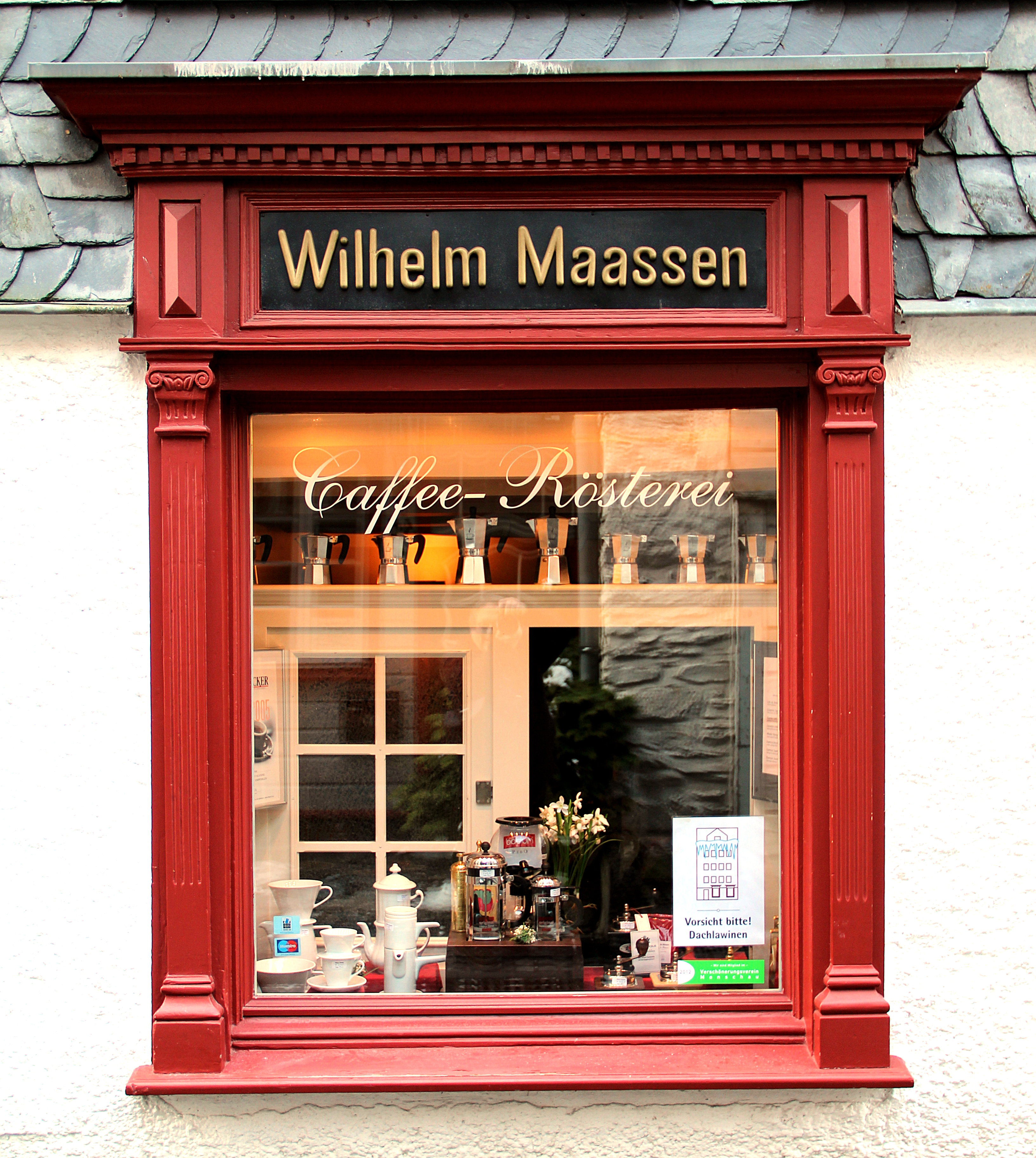
窗口的咖啡烘焙店蒙绍（德國）

### 引用
1. ↑  . Coffee Review.   [2012-07-28]. （原始内容存档于2014-07-01）.
2. ↑  . Coffee Review.   [2012-07-28]. （原始内容存档于2014-07-14）.
3. ↑  . Coffee Review.   [2012-07-28]. （原始内容存档于2014-07-14）.